# Peine de frecuencias ópticas

Un pulso ultracorto de luz en el dominio del tiempo. El campo eléctrico es un sinusoide con una envolvente gaussiana. La longitud del pulso es del orden de unos 100 fs.

Un peine de frecuencias o peine espectral es un espectro formado por líneas espectrales discretas y regularmente espaciadas. En óptica, algunas fuentes láser pueden generar un peine de frecuencias.
Existen varios mecanismos para obtener un peine de frecuencias óptico, como la modulación periódica (en amplitud y/o fase) de un láser de onda continua, la mezcla de cuatro ondas en medios no lineales o la estabilización del tren de impulsos generado por un láser de modo bloqueado. Se han dedicado muchos trabajos a este último mecanismo, que se desarrolló a principios del siglo XXI y condujo a que John L. Hall y Theodor W. Hänsch recibieran la mitad del Premio Nobel de Física en 2005.
La representación en el dominio de la frecuencia de un peine de frecuencias perfecto es como un peine de Dirac, una serie de funciones delta espaciadas según
{\displaystyle f_{n}=f_{0}+n\,f_{r},}
donde {\displaystyle n} es un número entero, {\displaystyle f_{r}} es el espaciado entre dientes del peine (igual a la tasa de repetición del láser de modo bloqueado o, alternativamente, la frecuencia de modulación), y {\displaystyle f_{0}} es la frecuencia de desplazamiento de la portadora, que es inferior a {\displaystyle f_{r}}.
Los peines que abarcan una octava de frecuencia (es decir, un factor de dos) pueden utilizarse para medir directamente (y corregir las derivas en) {\displaystyle f_{0}}. Así, los peines de octava pueden utilizarse para dirigir un espejo piezoeléctrico dentro de un bucle de realimentación de corrección de fase de envolvente portadora. Cualquier mecanismo por el cual los dos grados de libertad de los peines {\displaystyle f_{r}} y {\displaystyle f_{0}}) se estabilizan genera un peine que es útil para mapear frecuencias ópticas en la radiofrecuencia para la medición directa de la frecuencia óptica.

## Aplicaciones
- relojes atómicos ópticos
- sensores químicos
- superláseres
- telecomunicaciones
- química de diseño
- radar láser